# بابونه دارویی
بابونه دارویی، بابونه اروپایی (نام علمی: Matricaria recutita) نام یک گونه از سرده بابونه اروپایی است.